# Cannabis – Engel der Gewalt
Cannabis – Engel der Gewalt ist ein Kinofilm aus dem Jahre 1970 mit Curd Jürgens und Jane Birkin. Regie führte Pierre Koralnik, den Soundtrack komponierte Serge Gainsbourg, der auch die Hauptrolle spielte.

## Handlung
Serge ist ein Killer im Auftrag der Mafia. Nachdem er in den USA zusammen mit seinem jugendlichen Freund und Partner Paul erfolgreich einen Auftrag erledigt hat, schickt ihn die Organisation nach Frankreich, wo er eine Gruppe von Rauschgifthändlern ausschalten soll. Auf dem Flug nach Paris lernt er Jane, die gelangweilte Tochter eines Botschafters, kennen. Diese Bekanntschaft gerät zu seinem Vorteil; denn nachdem er auf dem Flughafen Orly in der Auseinandersetzung mit dem französischen Drogenbaron Henri Emery den Kürzeren gezogen hat, kann er angeschlagen bei dem Mädchen unterschlüpfen.
Schließlich beauftragt die Organisation Paul, Serge zu helfen. Nun aber hat dieser – trotz seiner großen ‚beruflichen‘ Erfolge – genug vom Gangsterdasein; er möchte mit Jane weit weg fahren. Da erhält Paul den Auftrag, Serges Plan zu verhindern. Dies gelingt ihm.

## Kritik
Der „film-dienst“ verriss den Film: „Die optisch brillante und überaus dynamische Inszenierung ist an ein dümmlich-triviales Verbrecherspektakel verschwendet.“ Auch der Evangelische Film-Beobachter gelangt zu keinem besseren Urteil: „Mit elegischer Weltschmerz- und ‚Aussteig‘-Stimmung aufgeputzte und überfrachtete Gangstermoritat, modisch arrangiert, etwas langatmig und sentimental romantisierend. Ohne Empfehlung.“

## Bemerkungen
Der Film entstand nach dem Roman „Et puis s'en vont...“ von F. S. Gilbert.